# Öns IP

Öns IP  är en idrottsplats i Edsbyn i Sverige och hemmaplan för Edsbyns IF i fotboll, tidigare även bandy.
Öns IP invigdes 1950. I början av 2000-talets första decennium byggdes bandybanan om till Sveriges första inomhushall för bandy, Edsbyn Arena, som invigdes den 22 september 2003.
Banan blev konstfryst 1975. Ett publikrekord för bandy på 6 063 personer noterades 1997 under matchen Edsbyns IF–Bollnäs GoIF. Den 26 december 2001 slogs detta rekord, då 7 458 personer tog sig till Öns IP för att se matchen i Edsbyns IF–Bollnäs GoIF (2 5) Norra Bandyallsvenskan.